# نیسکر
موسسه ملی ارتباط علمی و منابع اطلاعات (نیسکر) موسسه‌ای فرهنگی در هند است که در سال ۲۰۰۰ در نتیجه ادغام  "مؤسسه ملی علمی" (نیسکام) و "مرکز ملی اسناد علمی" هند (اینسداک) که تابع شورای پژوهش‌های علمی و صنعتی (سی. اس. آی. آر.)  بودند به‌وجود آمد. نیسکام و اینسداک هر دو به نمایه‌سازی و اشاعه اطلاعات علمی و فنی می‌پرداختند. فراورده‌های نیسکام طی ۶۰ سال حیات آن به‌صورت مجلات پژوهشی و عامه‌خوان، دائرةالمعارف‌ها، تک‌نگاشت‌ها، کتاب‌ها، و خدمات اطلاع‌رسانی در دسترس گروه‌های مختلف قرار داشت مانند پژوهشگران، دانشجویان، مؤسسات و شرکت‌ها، صنعتگران، کشاورزان، سیاست‌گذاران، و مردم عادی.
اینسداک در ۱۹۵۲ و با کمک یونسکو، در دهلی نو ایجاد شد. خدمات آن چکیده‌نویسی و نمایه‌سازی، طراحی و تولید پایگاه‌های اطلاعاتی، پرورش نیروی انسانی، مشاوره در تأسیس کتابخانه‌ها و مراکز اطلاع‌رسانی جدید، و نمایه‌سازی اطلاعات علمی و فنی بوده‌است. اینسداک همچنین میزبان کتابخانه ملی علوم (ان. اس. ال.) و انجمن همکاری‌های منطقه‌ای جنوب آسیا (سارک) بوده‌است.

## وظایف نیسکر
نیسکر وظیفه دارد:
1) با انتشار مجلات پژوهشی در رشته‌های علمی و فنی بین اعضای جامعه علمی پیوندهای رسمی برقرار کند؛
2) اطلاعات علمی و فنی را در میان عموم مردم، به‌ویژه دانش‌آموزان، اشاعه دهد؛
3)دانش و فنون مدیریت اطلاعات را ترویج دهد؛
4) به توسعه منابع انسانی در بخش ارتباط علمی، کتابخانه، مراکز اسناد و اطلاعات، و نظام‌ها و خدمات مدیریت اطلاعات علمی و فنی کمک کند؛ و
5) با مؤسسات و سازمان‌های بین‌المللی مشابه همکاری کند.

## همکاری‌های بین‌المللی
نیسکر عضو ملی فدراسیون بین‌المللی مراکز اطلاعات و اسناد فید در کشور هند و از ۱۹۹۶ به بعد اداره مرکزی کمیسیون فید در منطقه آسیا و اقیانوسیه بود و با فدراسیون بین‌المللی انجمن‌ها و مؤسسات کتابداری (ایفلا) نیز همکاری دارد. مرکز اسناد و مدارک سارک (اس. دی. سی.) به‌منظور مبادله اطلاعات علمی و فنی بین کشورها در نیسکر به‌وجود آمده و از ۱۹۹۴، پیش از تأسیس نیسکر، فعال بوده‌است. نیسکر با ۱۵۰ مؤسسه از ۴۴ کشور برنامه مبادله انتشارات دارد. همه ساله متخصصان دیگر کشورها از آن بازدید و متخصصان نیسکر نیز در کنفرانس‌ها، سمینارها، کارگاه‌ها، و برنامه‌های بین‌المللی آموزشی شرکت می‌کنند. همچنین مرکز ملی واگذاری شماره استاندارد بین‌المللی نشریات ادواری (آی. اس. بی. ان.) در هند است.